# Hanspeter Ammann

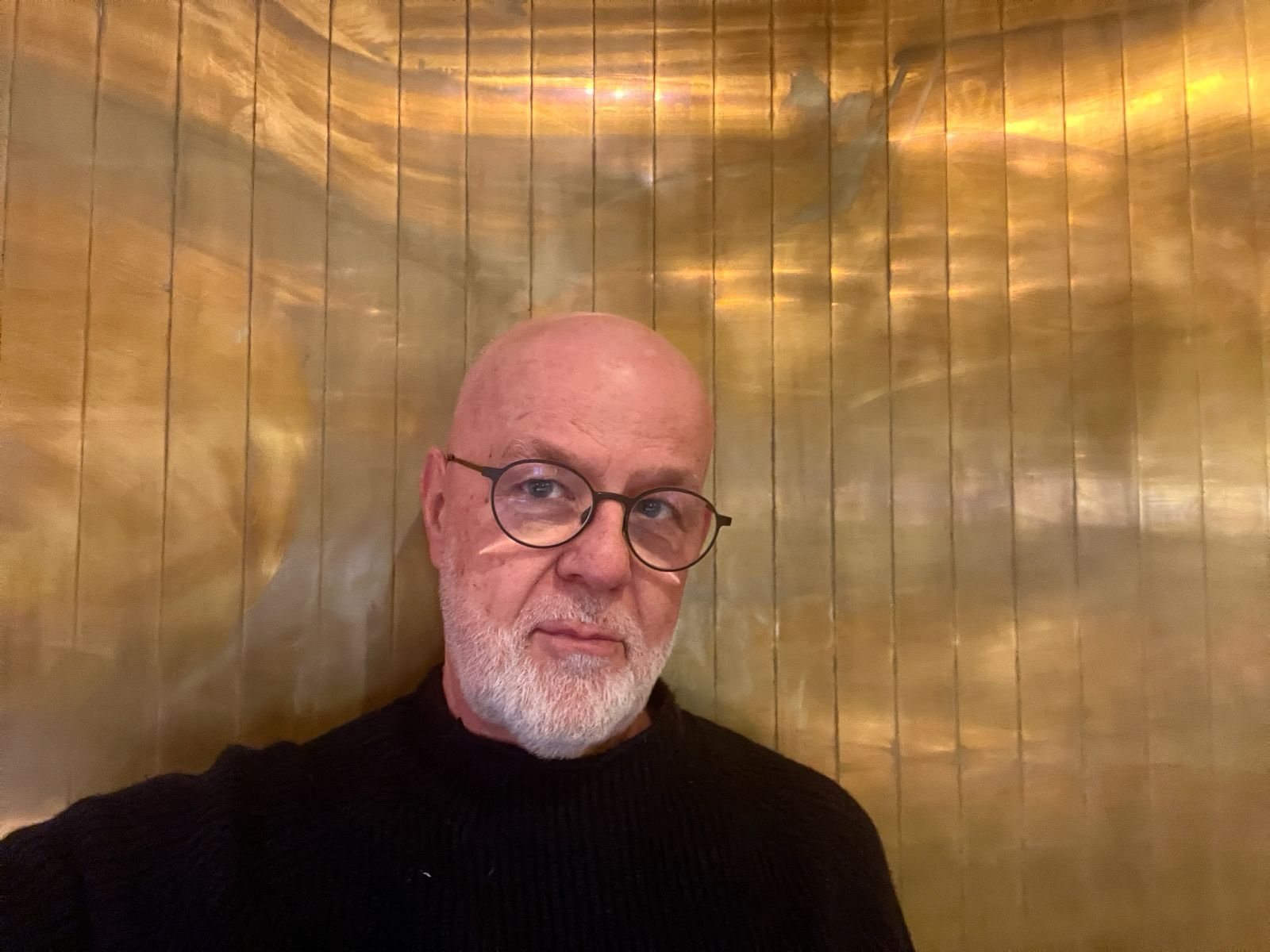
Hanspeter Ammann

Hanspeter Ammann (* 1953 in Zürich) ist ein Schweizer Videokünstler, Fotograf und Psychoanalytiker. Er zählt zu den Pionieren der Videokunst in Europa und verbindet in seinem Werk künstlerische und psychoanalytische Ansätze.

## Leben und Werk
Hanspeter Ammann begann in den späten 1970er-Jahren mit der Produktion von Videokunst und war damit einer der frühen Vertreter dieses Mediums im deutschsprachigen Raum. Seine Werke wurden international in Museen, Galerien, auf Festivals und im Fernsehen gezeigt.
Seit 1992 ist Ammann ausgebildeter freudianischer Psychoanalytiker. Diese Tätigkeit prägt seine künstlerische Arbeit, die sich häufig mit Themen wie emotionalen Zuständen, zwischenmenschlichen Beziehungen und Fragen der Identität beschäftigt. Zu seinen bekanntesten Arbeiten zählen Couch (1994), Couple (1998) und Macau Handover (2000).
Von 2005 bis 2015 leitete Ammann das „Shanghai Studio“, ein unabhängiges Kunstprojekt in Shanghai, das Galerie, Veranstaltungsort und Bar vereinte. Heute lebt und arbeitet er in Zürich, Bangkok und Shanghai. Zudem ist er als externer Berater für das internationale Medienprogramm an der King Mongkut’s University in Bangkok tätig.

## Rezeption
Ammanns Arbeiten sind in den Sammlungen bedeutender Institutionen vertreten, darunter im Kunsthaus Zürich und der Calouste-Gulbenkian-Stiftung in Lissabon. Darüber hinaus befinden sich seine Werke in internationalen Videokunst-Archiven wie LUX in London und der Video Data Bank in Chicago.

## Werke (Auswahl)
- Body Views (1985)
- El (1986)
- Couch (1994)
- Couple (1998)
- Macau Handover (2000)
- Shanghai Nights (2017)
- Ravenna Glamour (2024)